# Powstanie Żółtych Turbanów
Powstanie Żółtych Turbanów  (nazywane też powstaniem Żółtych Zawojów) to nazwa powstania w latach 184–189 wymierzonego w cesarza Han Linga z chińskiej dynastii Han. Jego nazwa pochodzi od barwy materiału, jakim powstańcy obwiązywali sobie głowy.

## Przyczyny
Główną przyczyną powstania był kryzys ekonomiczny państwa chińskiego, wywołany rozrostem korupcji i biurokracji na dworze cesarskim, związanych z wszechwładzą eunuchów i intrygami wielkich rodów zwalczających się w dążeniu do objęcia regencji. Na ludność chłopską nakładano wysokie podatki. Nie będący w stanie spłacać ich chłopi tracili ziemię, a często także wolność na rzecz wielkich posiadaczy ziemskich.  
W tej atmosferze w latach 70. zaczęły wybuchać liczne bunty chłopskie. Związane one były w dużej mierze z działalnością mesjanistycznych sekt taoistycznych, z których największą była założona w 142 Taiping Dao.

## Powstanie
W roku 184 doszło do wylewu Huang He, co dało buntownikom bezpośredni pretekst do wystąpienia przeciwko władzy. Powstanie wybuchło w tym samym roku w zachodniej części prowincji Shandong. Głównym dowódcą powstańców był Zhang Jiao, charyzmatyczny uzdrowiciel, który zdołał zgromadzić wokół siebie kilkaset tysięcy chłopów. Powstanie było starannie przygotowane i walki szybko rozszerzyły się na cały Shandong, Hebei i Henan.  
Powstańcy nie mieli sprecyzowanych celów politycznych. Oddawali cześć bóstwu Huanglao, będącemu syntezą cesarza Huangdi i twórcy taoizmu Laozi. Przywódcy powstania głosili nadejście złotego okresu, w którym zapanuje pokój, powszechna równość i wspólnota dóbr. Z tego powodu po stronie powstańców nie opowiedzieli się prześladowani wówczas przez władzę konfucjaniści, co przesądziło o upadku powstania. 
Początkowo powstańcom udało odnieść się znaczne sukcesy, opanowując dużą część obszarów między rzekami Jangcy i Huang He, jednak na skutek braku szerszego poparcia konfucjańskiego społeczeństwa i zdecydowanej kontrofensywy wojsk cesarskich, wspartych przez lokalne milicje właścicieli ziemskich, w 189 udało się rozbić główne siły powstańcze.

## Następstwa
Pomimo rozgromienia głównych sił Żółtych Turbanów w 189, rozproszone wojska powstańcze zdołały się szybko zreorganizować i w kolejnych latach wybuchały nieustannie nowe powstania, z których największym było wywołane przez taoistyczną sektę Wudoumi Dao. Walki z lokalnymi siłami powstańczymi ciągnęły się aż do 205.
Walki z niedobitkami Żółtych Turbanów zbiegły się w czasie z zamachem pałacowym w 189, w wyniku którego dokonano masakry eunuchów i osadzono na tronie małoletniego cesarza Han Xiana. W Chinach rozpoczęła się epoka walk pomiędzy dowódcami wojskowymi i najazdów barbarzyńskich, zakończona obaleniem dynastii Han w 220 i podziałem państwa (zob. Epoka Trzech Królestw).